# روبرت جي. إينغيرسول
روبرت جي. إينغيرسول هو محامي وكاتب وفيلسوف وسياسي أمريكي، ولد في 11 أغسطس 1833 في قرية دريسدن في الولايات المتحدة، وتوفي في 21 يوليو 1899 في دوبز فيري في الولايات المتحدة بسبب قصور القلب. نشط حزبياً في الحزب الجمهوري. وقد انتخب وكيل وزارة العدل الأميركية.

## نشأته
ولد روبرت إينغيرسول في قرية دريسدن، مقاطعة ييتس، نيويورك. عمل والده، جون إينغيرسول، واعظُا أبرشانيًا وكان داعمَا للإبطالية، وتسببت آراؤه الراديكالية في انتقاله وأسرته مرارًا وتكرارًا. لفترة من الوقت، حل جون إينغيرسول واعظًا محل الصحوي الأمريكي تشارلز فيني بينما كان فيني في جولة في أوروبا. بعد عودة فيني، عمل إينغيرسول لبضعة أشهر مساعدًا للقس. مع ذلك، كان لخبرة جون إينغيرسول الرعوية أثرًا سلبيًا على روبرت الشاب لاحقًا، كما ورد في صحيفة إلميرا تيليغرام في عام 1890:
على الرغم من أن الكولونيل إينغيرسول، وهو أحد أبرز غير المؤمنين الذين اشتهروا لسنوات عديدة، ولد في منزل مسيحي ونشأ فيه. كان والده، جون إينغيرسول، وزيرًا أبرشانيًا ورجلًا معروفًا في عصره ومفكرًا متعمقًا ومتحدثًا ذو منطق وبليغًا ومتفتح العقل وشديد التفهم لآراء الآخرين. غالبًا ما كان عدم إيمان روبرت يُعزى إلى عقيدة والده المتشددة والبيئة الصارمة والكئيبة التي أمضى طفولته فيها، وذلك انطباع خاطئ تمامًا. فعلى النقيض من ذلك، شكلت وجهات نظر إينغيرسول الأكبر مصدرًا للمشاكل المستمرة بينه وبين أفراد الأبرشانية. فتسببوا كثيرًا في تغيير التهم الموجهة إليه، وجعلوا منه مدعى عليه في المحاكمات الكنسية مرارًا وتكرارًا. في الواقع، انتهت مهنته الوزارية إلى حد كبير بسبب محاكمة كنسية جرت عندما كان قسًا للكنيسة الأبرشانية في ماديسون، أوهايو، والتي كانت زوجته الثالثة مدعيًا عامًا فيها. في هذه المحاكمة، اتُّهم جون بالمراوغة والسلوك غير الوزاري. كانت الأدلة المُقدَّمة ذات طابع تافه وسخيف للغاية –تُعتبر المحاكمة أحد التقاليد الراسخة في مدينة ماديسون الصغيرة المملة، على الرغم من أنه لم يفعل شيئًا يتعارض مع شخصيته المسيحية، قررت اللجنة التي استمعت إلى الأدلة أنه «غير ملائم للمنصب الوزاري» ومنعته من الوعظ في المستقبل. مثُل جون أمام سلطات الكنيسة العليا وسُمح له بمواصلة عمله الكتابي. مع ذلك، سرعان ما رحل إلى ويسكونسن، متوجهًا إليها من إلينوي، حيث توفي. جرت أحداث محاكمة ماديسون عندما كان روبرت في التاسعة من عمره، وكانت المعاملة غير العادلة والمتعصبة التي تلقاها والده هي ما جعلته عدوًا للمسيحية، بدءًا بالكالفينية ومن ثم المسيحية بجميع أشكالها.
خلال عام 1853، عمل إينغيرسول معلمًا لفترة في متروبوليس، إلينوي، حيث سمح لأحد تلاميذه، القاضي المستقبلي أنغوس مكبين، «بتولي الجزء الأكبر من التدريس، بينما ركز اهتمامه على اللاتينية والتاريخ.» عمل إينغيرسول كذلك مدرسًا في ماونت فيرنون، إلينوي لفترة من الزمن قبل عمله في متروبوليس.

## محامي
لاحقًا في ذلك العام، استقرت العائلة في ماريون، إلينوي، حيث جرى قبول روبرت وشقيقه، إيبون كلارك إينغيرسول، للعمل في المحاماة خلال عام 1854. أشارت إحدى كتابات المقاطعة المؤرخة بعد 22 عامًا أن السكان المحليين اعتبروا عائلة إينغيرسول مثقفة للغاية، ولكنهم أصبحوا مذمومين نظرًا لتأييدهم إلغاء العبودية واتباع أولادهم الربوبية.
أثناء وجود روبرت في ماريون، تعلم القانون من القاضي ويليس ألين وعمل نائبًا للكاتب جون كانينغهام، كاتب مقاطعة ويليامسون وكاتب الدارة القضائية. خلال عام 1855، بعد تعيين كانينغهام مسجلًا لمكتب الأراضي الفيدرالي في جنوب شرق إلينوي في أولد شانيتاون، إلينوي، تبعه إينغيرسول إلى المدينة النهرية على طول نهر أوهايو. بعد فترة وجيزة هناك، قبِل العمل في منصب نائب الكاتب جون هول، كاتب المقاطعة وكاتب الدائرة لقضائية في مقاطعة غالاتين، وصهر جون هارت كرينشاو. في 11 نوفمبر 1856، أمسك إينغيرسول هول بين ذراعيه عندما اغتيل في مكتبهم على يد ابن خصمه السياسي.
عندما انتقل إلى شانيتاون، واصل ممارسة القانون مع القاضي ويليام بومان الذي امتلك مكتبة كبيرة تحتوي كتبًا في القانون والأدب الكلاسيكي. بالإضافة إلى عمله كاتبًا، بدأ وشقيقه ممارستهما القانونية تحت اسم «إي. سي. و آر. سي. إينغيرسول.» امتلكا أثناء ذلك مكتبًا في راليه، إلينوي، ثم في مقر مقاطعة سالين المجاورة. نظرًا لكونه محاميًا تابعًا لدائرة المحكمة القضائية، عمل كثيرًا مع جون أ لوجان، صهر كانينغهام المستقبلي وحليف هول السياسي.
انتقل إينغيرسول وشقيقه إلى بيوريا حيث استقرا خلال عام 1857، وذلك عقب انتقال مرشده السابق كانينغهام إلى ماريون بعد إغلاق المكاتب العقارية خلال عام 1856 وانتقال لوجان إلى بنتون، إلينوي، بعد زواجه في خريف ذلك العام.
تزوج إينغيرسول في 13 فبراير 1862 بإيفا أميليا باركر (1841-1923)، وأنجبا فتاتين. كانت الابنة الكبرى، إيفا إينغيرسول براون، نسوية مشهورة وناشطة في مجال حقوق الإنسان.

## وصلات خارجية
- روبرت جي. إينغيرسول على موقع الموسوعة البريطانية (الإنجليزية)
- روبرت جي. إينغيرسول على موقع إن إن دي بي (الإنجليزية)